# Решетов, Сергей Никитович
Сергей Никитович Решетов (28 марта 1923, Лешенки, Берёзкинское сельское поселение — 4 декабря 2019, Москва) — советский офицер, участник Великой Отечественной войны. Командир роты 703-го стрелкового полка, 233-й стрелковой дивизии, 75-го стрелкового корпуса, 57-й армии, 3-го Украинского фронта, Герой Советского Союза, старший лейтенант, после войны капитан 1-го ранга.

## Биография
Родился в крестьянской семье в деревне Лешенки (ныне — Кардымовский район Смоленской области). Работал учителем.
С молодости мечтал служить на флоте. С началом войны по личному желанию прибыл в военкомат и был направлен на службу в Каспийское высшее военно-морское училище, однако по окончании 1 курса курсантов в срочном порядке перебросили на Северо-Кавказский фронт.

### Участие в Великой Отечественной войне
Участник Великой Отечественной войны с осени 1942 года. В 1943 году после ранения был направлен на курсы младших лейтенантов, по окончании которых вернулся на фронт.
Рота 703-го стрелкового полка под командованием Сергея Никитовича отличилась при переправе через Дунай в районе города Апатин. Организовав оборону на противоположном берегу, бойцы, отбив 12 контратак противника, захватили господствующую высоту. Это способствовало переправе других подразделений. В дальнейшем вместе с прибывшим подкреплением и подразделениями Народно-освободительной армии Югославии сумели выбить врага с плацдарма.
Указом Президиума Верховного Совета СССР от 24 марта 1945 года за умелое командование подразделением и героизм, проявленный в боях с немецко-фашистскими захватчиками, старшему лейтенанту Решетову Сергею Никитовичу было присвоено звание Героя Советского Союза с вручением ордена Ленина и медали «Золотая Звезда» (№ 5448). Новость о присвоении высшего звания пришла Решетову в день его рождения 28 марта 1945 года.
Член ВКП(б) с 1944 года.

### После войны
После войны продолжил службу в армии, вернулся в училище. В 1949 году он окончил Каспийское высшее военно-морское училище и был направлен для дальнейшего прохождения службы на главную базу Черноморского флота — в Севастополь. В запасе с 1976 года, затем в отставке. После увольнения в запас 18 лет работал во всесоюзном объединении «Атлантика».
До 1997 года проживал в Севастополе, с 1997 года в Москве.
Ушёл из жизни 4 декабря 2019 года.

## Награды
- Герой Советского Союза (медаль № 5448);
- орден Ленина;
- орден Отечественной войны I степени;
- орден Красной Звезды;
- орден «За службу Родине в Вооружённых Силах СССР» III степени;
- медали.